# Salih Özcan
Salih Özcan (Colònia,11 de gener de 1998) és un futbolista professional que juga com a migcampista defensiu al Borussia Dortmund de la Bundesliga. Nascut a Alemanya, juga a la selecció de Turquia.

## Carrera de club
Nascut a Alemanya, Özcan és d'ascendència turca, ja que va néixer a una família turca. Özcan va passar la major part de la seva carrera juvenil al sistema juvenil del FC Köln. Va aparèixer per primera vegada al primer equip del FC Köln el setembre de 2016 en un partit contra el Schalke 04. Durant la temporada 2017-18 va començar constantment al centre del camp. Va marcar el seu primer gol a la Lliga el 2 de setembre de 2018 en un partit contra el FC St. Pauli.
El 2017, Özcan va rebre la medalla d'or Fritz Walter al millor jugador sub-19 d'Alemanya.
El 23 d'agost de 2019, Özcan va anar al Holstein Kiel cedit fins al final de la temporada 2019-20.
El 29 de juny de 2021, malgrat les especulacions sobre un possible traspàs, el club va anunciar que Özcan havia signat un nou contracte de dos anys amb el Köln.
El 23 de maig de 2022, es va informar que Özcan s'uniria al Borussia Dortmund per a la temporada 2022-23 i que signaria un contracte amb el club fins al 2026. La revista esportiva alemanya Kicker va estimar la quota de transferència en 5 milions d'euros.

## Carrera internacional
Özcan va ser elegible tant per a les seleccions nacionals turca com alemanya, va jugar amb les seleccions juvenils d'Alemanya.
El 25 de març de 2022, Özcan va ser convocat a la selecció de Turquia per l'entrenador en cap Stefan Kuntz. Hi va debutar en una derrota amistosa per 3-2 davant Itàlia el 29 de març de 2022.

## Palmarès
1. FC Köln
- 2. Bundesliga: 2018-19

Alemanya sub-21
- Campionat d'Europa sub-21 de la UEFA: 2021

Individual
- Medalla Fritz Walter sub-19 d'or: 2017[5]
- Equip de la temporada de la Bundesliga Kicker: 2021–22[13]